# Jupoata gigas
Jupoata gigas är en skalbaggsart som beskrevs av Martins och Monné 2002. Jupoata gigas ingår i släktet Jupoata och familjen långhorningar. Inga underarter finns listade i Catalogue of Life.